# Ioan A. Dimitriu
Ioan A. Dimitriu (n. 1897, Roman - d. 25 octombrie 1975, București) a fost un inventator și un inginer român.
A inventat în 1915 un avion denumit IAD I (inițialele sale) cu motor în doi timpi, cu dublu efect, de 60 HP. Bombardarea din Zeppelinuri după 1916 a hangarelor de la Băneasa a distrus prototipul acestui avion. O nouă variantă din 1919, denumită IAD II, a unui avion cu aripi batante (ornitopter) a rămas doar în faza de proiect.
În 1918 termină Școala de Ofițeri de Rezervă din Dorohoi. Devine aghiotantul generalului român Theodor Pirici și participă la Războiul româno-ungar din 1919.
În 1919-1923 se specializează în inginerie mecanică la Paris. Aici, în 1922, brevetează Aparatul de direcție destinat învățării conducerii automobilelor. Tot în străinătate deschide școli pentru specialiști în automobile. Școlile IAD din România (București, Chișinău, Iași, Cernăuți, Galați, Roman, Reșița) erau administrate de fratele său, Constantin A. Dimitriu (1899-1979). În 1923 deschide astfel de școli în Cehoslovacia, apoi în 1924 în Italia.
În 1925 a realizat un receptor radio cu baterii, singurul sistem de alimentare pe atunci al receptoarelor de radio. Ulterior deschide școli care funcționau cu două departamente: automobile și radio, în total 106 școli în 17 țări europene.